# Leichtathletik-Balkan-Hallenmeisterschaften 2021
Die 25. Leichtathletik-Balkan-Hallenmeisterschaften fanden am 20. Februar 2021 im türkischen Istanbul statt.

## Ergebnisse Männer

### 60 m
| Platz | Athlet              | Land | Zeit (s) |
| ----- | ------------------- | ---- | -------- |
| 1     | Kayhan Özer         | TUR  | 6,69     |
| 2     | Oleksandr Sokolow   | UKR  | 6,72     |
| 3     | Stanislaw Kowalenko | UKR  | 6,75     |
| 4     | Aleksa Kijanović    | SRB  | 6,79     |
| 5     | Alexander Donigian  | ARM  | 6,81     |
| 6     | Tilen Ovniček       | SVN  | 6,85     |
| 7     | Umut Uysal          | TUR  | 6,89     |
| 8     | Petre Rezmiveş      | ROU  | 7,00     |

### 400 m
| Platz | Athlet           | Land | Zeit (s) |
| ----- | ---------------- | ---- | -------- |
| 1     | İlyas Çanakçı    | TUR  | 46,91 PB |
| 2     | Franko Burraj    | ALB  | 47,00 SB |
| 3     | Luka Janežič     | SVN  | 47,16 SB |
| 4     | Boško Kijanović  | SRB  | 47,20 PB |
| 5     | Berke Akçam      | TUR  | 47,21    |
| 6     | Robert Parge     | ROU  | 47,50    |
| 7     | Mihai Pîslaru    | ROU  | 47,52 SB |
| 8     | Mindia Endeladse | GEO  | 47,73    |
| 9     | Mateo Ružić      | CRO  | 47,92    |
| 10    | Jordan Gjurow    | BUL  | 49,05    |

### 800 m
| Platz | Athlet             | Land | Zeit (min) |
| ----- | ------------------ | ---- | ---------- |
| 1     | Oleh Myronez       | UKR  | 1:48,19 PB |
| 2     | Žan Rudolf         | SVN  | 1:48,29 SB |
| 3     | Abedin Mujezinović | BIH  | 1:49,60    |
| 4     | Cristian Voicu     | ROU  | 1:50,10 PB |
| 5     | Christos Kotitsas  | GRE  | 1:50,99    |
| 6     | Murat Yalçınkaya   | TUR  | 1:51,35    |
| 7     | Alex Wassilew      | BUL  | 1:51,88 PB |
| 8     | Abdullah Özdemir   | TUR  | 1:51,99 PB |
| 9     | Astrit Kryeziu     | KOS  | 1:56,64    |

### 1500 m
| Platz | Athlet                  | Land | Zeit (min) |
| ----- | ----------------------- | ---- | ---------- |
| 1     | Mitko Zenow             | BUL  | 3:45,97    |
| 2     | Nikola Bursać           | SRB  | 3:46,91 SB |
| 3     | Jurij Kischtschenko     | UKR  | 3:46,97 SB |
| 4     | Oleh Kajafa             | UKR  | 3:47,61 SB |
| 5     | Devrim Kazan            | TUR  | 3:47,51 PB |
| 6     | Dino Bošnjak            | CRO  | 3:49,39    |
| 7     | Musa Hajdari            | KOS  | 3:51,05 SB |
| 8     | Abdurrahman Gediklioğlu | TUR  | 3:52,52    |
| 9     | Ilie Corneschi          | ROU  | 3:53,00    |
| 10    | Stefan Ćuković          | BIH  | 3:56,37    |

### 3000 m
| Platz | Athlet           | Land | Zeit (min) |
| ----- | ---------------- | ---- | ---------- |
| 1     | Dario Ivanovski  | MKD  | 8:03,95 SB |
| 2     | Cihat Ulus       | TUR  | 8:10,69 PB |
| 3     | Vid Botolin      | SVN  | 8:10,76 PB |
| 4     | Belmin Mrkanović | BIH  | 8:14,56 PB |
| 5     | Amine Khadiri    | CYP  | 8:16,37 SB |
| 6     | Stojan Wladkow   | BUL  | 8:20,34 PB |
| 7     | Nicolae Coman    | ROU  | 8:20,53    |
| 8     | Islam Taşçı      | TUR  | 8:23,54 PB |
| 9     | Matija Rizmal    | SVN  | 8:24,95    |
| 10    | Nicolae Pavlenco | MDA  | 8:54,83    |
|       | Andrei Ștefana   | ROU  | DNF        |

### 60 m Hürden
| Platz | Athlet             | Land | Zeit (s) |
| ----- | ------------------ | ---- | -------- |
| 1     | Mikdat Sevler      | TUR  | 7,77     |
| 2     | Stanislaw Stankow  | BUL  | 7,80     |
| 3     | Bohdan Tschornomas | UKR  | 7,89     |
| 4     | Cosmin Dumitrache  | ROU  | 7,90     |
| 5     | Furkan Aktaş       | TUR  | 7,96     |
| 6     | Alin Anton         | ROU  | 7,97     |
| 7     | Wiktor Soljanow    | UKR  | 7,99     |
| 8     | Luka Trgovčević    | SRB  | 8,01     |
| 9     | Dobromir Nikolow   | BUL  | 8,30     |

### 4 × 400 m Staffel
| Platz | Land      | Athleten                                                   | Zeit (min) |
| ----- | --------- | ---------------------------------------------------------- | ---------- |
| 1     | Türkei    | Akın Özyürek İsmail Nezir Ali Aksu Oğuzhan Kaya            | 3:13,70    |
| 2     | Rumänien  | Vlad Dulcescu Mihai Dringo Cristian Voicu Denis Toma       | 3:16,09    |
| 3     | Bulgarien | Siljan Peschew Welin Kowalenko Alex Wassilew Jordan Gjurow | 3:18,28    |

### Hochsprung
| Platz | Athlet            | Land | Höhe (m) |
| ----- | ----------------- | ---- | -------- |
| 1     | Tichomir Iwanow   | BUL  | 2,25 =SB |
| 2     | Enes Talha Şenses | TUR  | 2,15     |
| 3     | Alperen Acet      | TUR  | 2,10     |
| 4     | Filip Mrčić       | CRO  | 2,10     |
| 5     | Valentin Androne  | ROU  | 2,00     |

### Stabhochsprung
| Platz | Athlet             | Land | Höhe (m) |
| ----- | ------------------ | ---- | -------- |
| 1     | Ersu Şaşma         | TUR  | 5,60     |
| 2     | Wladyslaw Malychin | UKR  | 5,50 =SB |
| 3     | Iwan Jerjomin      | UKR  | 5,40     |
| 4     | Ivan Horvat        | CRO  | 5,40     |
| 5     | Robert Renner      | SVN  | 5,30     |
| 6     | İlkay Aydemir      | TUR  | 5,00     |
| 7     | Ewgeni Enew        | BUL  | 5,00 =PB |
| 8     | Andrei Deliu       | ROU  | 4,90     |
|       | Alex Ljubenow      | BUL  | NH       |

### Weitsprung
| Platz | Athlet                       | Land | Weite (m) |
| ----- | ---------------------------- | ---- | --------- |
| 1     | Izmir Smajlaj                | ALB  | 7,91 SB   |
| 2     | Gabriel Bitan                | ROU  | 7,90      |
| 3     | Marko Čeko                   | CRO  | 7,72      |
| 4     | Necati Er                    | TUR  | 7,63      |
| 5     | Lazar Anić                   | SRB  | 7,53      |
| 6     | Boris Linkow                 | BUL  | 7,53      |
| 7     | Daniel Dobrew                | BUL  | 7,29      |
| 8     | Muammer Demir                | TUR  | 7,25      |
| 9     | Alexandros-Viktor Peristeris | GRC  | 7,25      |
| 10    | Dino Subašič                 | SVN  | 7,23      |
| 11    | Erydit Rysha                 | KOS  | 6,14 SB   |

### Dreisprung
| Platz | Athlet                 | Land | Weite (m) |
| ----- | ---------------------- | ---- | --------- |
| 1     | Nazim Babayev          | AZE  | 16,57 SB  |
| 2     | Nikolaos Andrikopoulos | GRC  | 16,39 PB  |
| 3     | Dimitris Tsiamis       | GRC  | 16,29     |
| 4     | Can Özüpek             | TUR  | 15,90     |
| 5     | Georgi Zonow           | BUL  | 15,88     |
| 6     | Rustam Məmmədov        | AZE  | 15,57 SB  |
| 7     | Alexandru Tache        | ROU  | 15,54     |
| 8     | Vadim Doscalov         | MDA  | 15,41 PB  |
| 9     | Jan Luxa               | SVN  | 15,30     |
| 10    | Mert Çiçek             | TUR  | 14,93     |

### Kugelstoßen
| Platz | Athlet              | Land | Weite (m) |
| ----- | ------------------- | ---- | --------- |
| 1     | Armin Sinančević    | SRB  | 20,63 SB  |
| 2     | Mesud Pezer         | BIH  | 20,07     |
| 3     | Andrei Toader       | ROU  | 19,87     |
| 4     | Ihor Mussijenko     | UKR  | 19,51     |
| 5     | Alperen Karahan     | TUR  | 18,97 PB  |
| 6     | Odysseas Mouzenidis | GRE  | 19,06     |
| 7     | Kyriakos Zotos      | GRE  | 18,93     |
| 8     | Murat Gündüz        | TUR  | 18,50     |
| 9     | Blaž Zupančič       | SVN  | 18,45     |
| 10    | Roman Kokoschko     | UKR  | 18,07     |

## Ergebnisse Frauen

### 60 m
| Platz | Athletin        | Land | Zeit (s) |
| ----- | --------------- | ---- | -------- |
| 1     | Inna Eftimowa   | BUL  | 7,33     |
| 2     | Marina Baboi    | ROU  | 7,40     |
| 3     | Milana Tirnanić | SRB  | 7,41     |
| 4     | Yudum İliksiz   | TUR  | 7,48     |
| 5     | Nikol Andonowa  | BUL  | 7,55     |
| 6     | Alana Bern      | GRC  | 7,56     |
| 7     | Zülha Armutçu   | TUR  | 7,57     |
| 8     | Marija Mokrowa  | UKR  | 7,73     |

### 400 m
| Platz | Athletin             | Land | Zeit (s) |
| ----- | -------------------- | ---- | -------- |
| 1     | Andrea Miklós        | ROU  | 51,92 PB |
| 2     | Hanna Ryschykowa     | UKR  | 52,38 PB |
| 3     | Anita Horvat         | SVN  | 53,44 SB |
| 4     | Anastassija Bryshina | UKR  | 53,74    |
| 5     | Emel Şanlı-Kırçın    | TUR  | 55,07    |
| 6     | Sanda Belgyan        | ROU  | 55,12 SB |
| 7     | Maja Pogorevc        | SVN  | 55,42    |
| 8     | Nevin İnce           | TUR  | 55,98    |
| 9     | Veronika Drljačić    | CRO  | 55,99    |
| 10    | Rahela Leščak        | CRO  | 56,55 SB |
| 11    | Lirije Peci          | KOS  | 58,47 PB |

### 800 m
| Platz | Athletin            | Land | Zeit (min) |
| ----- | ------------------- | ---- | ---------- |
| 1     | Switlana Schulschyk | UKR  | 2:05,84    |
| 2     | Claudia Bobocea     | ROU  | 2:06,05 SB |
| 3     | Jerneja Smonkar     | SVN  | 2:06,85    |
| 4     | Florina Ștefana     | ROU  | 2:07,68    |
| 5     | Anastassija Rjemjen | UKR  | 2:08,18    |
| 6     | Jelena Gajić        | BIH  | 2:08,36    |
| 7     | Aslı Arık           | TUR  | 2:08,75    |
| 8     | Tuğba Toptaş        | TUR  | 2:11,88    |
| 9     | Veronika Sadek      | SVN  | 2:12,34    |
| 10    | Polina Todorowa     | BUL  | 2:12,34    |
| 11    | Albina Deliu        | KOS  | 2:13,86 NR |
| 12    | Gresa Bakraqi       | KOS  | 2:14,55 PB |

### 1500 m
| Platz | Athletin              | Land | Zeit (min) |
| ----- | --------------------- | ---- | ---------- |
| 1     | Maruša Mišmaš Zrimšek | SVN  | 4:09,43 SB |
| 2     | Oryssja Demjanjuk     | UKR  | 4:17,19 SB |
| 3     | Claudia Bobocea       | ROU  | 4:17,47 SB |
| 4     | Maria Florea          | ROU  | 4:17,60 PB |
| 5     | Rahime Tekin          | TUR  | 4:19,40 PB |
| 6     | Anastasia Marinakou   | GRC  | 4:19,84 SB |
| 7     | Emine Hatun Mechaal   | TUR  | 4:21,45 SB |
| 8     | Maja Pačarić          | CRO  | 4:26,08 PB |

### 3000 m
| Platz | Athletin          | Land | Zeit (min) |
| ----- | ----------------- | ---- | ---------- |
| 1     | Klara Lukan       | SVN  | 8:58,73 PB |
| 2     | Roxana Rotaru     | ROU  | 9:10,26 SB |
| 3     | Burcu Subatan     | TUR  | 9:15,53 PB |
| 4     | Claudia Prisecaru | ROU  | 9:27,73    |
| 5     | Marinela Ninewa   | BUL  | 9:51,62    |
|       | Gamze Bulut       | TUR  | DNF        |

### 60 m Hürden
| Platz | Athletin             | Land | Zeit (s) |
| ----- | -------------------- | ---- | -------- |
| 1     | Anamaria Nesteriuc   | ROU  | 8,18     |
| 2     | Hanna Plotizyna      | UKR  | 8,19     |
| 3     | Ivana Lončarek       | CRO  | 8,24 SB  |
| 4     | Anja Lukić           | SRB  | 8,24     |
| 5     | Klara Koščak         | CRO  | 8,29     |
| 6     | Hanna Tschubkowzowa  | UKR  | 8,37     |
| 7     | Joni Tomičić Prezelj | SVN  | 8,37 SB  |
| 8     | Elena Mitewa         | BUL  | 8,40     |
| 9     | Dafni Georgiou       | CYP  | 8,49 SB  |
| 10    | Kiriaki Samani       | GRC  | 8,49     |
| 11    | Yaren Yildirim       | TUR  | 8,52     |
| 12    | Iulia Banaga         | ROU  | 8,58     |

### 4 × 400 m Staffel
| Platz | Land      | Athletin                                                                   | Zeit (min) |
| ----- | --------- | -------------------------------------------------------------------------- | ---------- |
| 1     | Ukraine   | Alina Lohwynenko Wiktorija Tkatschuk Anastassija Bryshina Hanna Ryschykowa | 3:38,16    |
| 2     | Türkei    | Elif Polat Nevin İnce Zeynep Kuran Emel Şanlı-Kırçın                       | 3:41,25    |
| 3     | Slowenien | Maja Pogorevc Veronika Sadek Maruša Mišmaš Zrimšek Anita Horvat            | 3:41,50 NR |
| 4     | Rumänien  | Iulia Banaga Mirela Lavric Adina Cîrciogel Sanda Belgyan                   | 3:41,74    |
| 5     | Kroatien  | Klara Koščak Nicole Milić Rahela Leščak Veronika Drljačić                  | 3:48,25    |
| 6     | Bulgarien | Andrea Sawowa Polina Todorowa Nikol Andonowa Kristina Borukowa             | 3:51,25    |

### Hochsprung
| Platz | Athletin             | Land | Höhe (m) |
| ----- | -------------------- | ---- | -------- |
| 1     | Marija Vuković       | MNE  | 1,90     |
| 2     | Lia Apostolovski     | SVN  | 1,85     |
| 3     | Buse Savaşkan        | TUR  | 1,80     |
| 4     | Styliana Ioannidou   | CYP  | 1,80     |
| 5     | Despina Charalambous | CYP  | 1,75 =PB |
| 6     | Tihana Jeletić       | CRO  | 1,75     |
| 7     | Florentina Budică    | ROM  | 1,70     |
| 8     | Kadriye Aydın        | TUR  | 1,70     |

### Stabhochsprung
| Platz | Athletin            | Land | Höhe (m) |
| ----- | ------------------- | ---- | -------- |
| 1     | Jana Hladijtschuk   | UKR  | 4,60     |
| 2     | Maryna Kylypko      | UKR  | 4,50 SB  |
| 3     | Mesure Tutku Yılmaz | TUR  | 4,40 NR  |
| 4     | Buse Arıkazan       | TUR  | 4,20     |
| 5     | Valentina Necoară   | ROU  | NH       |

### Weitsprung
| Platz | Athletin             | Land | Weite (m) |
| ----- | -------------------- | ---- | --------- |
| 1     | Ivana Španović       | SRB  | 6,75 SB   |
| 2     | Filippa Fotopoulou   | CYP  | 6,53 NR   |
| 3     | Florentina Iușco     | ROU  | 6,50 =SB  |
| 4     | Milena Mitkowa       | BUL  | 6,33      |
| 5     | Emine Selda Kırdemir | TUR  | 5,64      |
| 6     | Jelena Pechtirewa    | AZE  | 5,58 SB   |

### Dreisprung
| Platz | Athletin            | Land | Weite (m) |
| ----- | ------------------- | ---- | --------- |
| 1     | Tuğba Danışmaz      | TUR  | 13,97 NR  |
| 2     | Neja Filipič        | SVN  | 13,86     |
| 3     | Diana Ion           | ROU  | 13,47     |
| 4     | Yekaterina Sarıyeva | AZE  | 13,38 SB  |
| 5     | Paola Borović       | CRO  | 13,37 SB  |
| 6     | Marija Sinej        | UKR  | 13,19     |
| 7     | Marija Ivanković    | CRO  | 12,89     |
| 8     | Beyza Gülenç        | TUR  | 12,74     |
| 9     | Ioana Manoliu       | ROU  | 12,66     |
| 10    | Anastasia Senchiv   | MDA  | 12,59 PB  |
| 11    | Nikol Andonowa      | BUL  | 12,47     |
| 12    | Dimana Jordanowa    | BUL  | 12,27     |
| 13    | Ljiljana Matović    | MNE  | 12,08     |

### Kugelstoßen
| Platz | Athletin            | Land | Weite (m) |
| ----- | ------------------- | ---- | --------- |
| 1     | Emel Dereli         | TUR  | 18,13 SB  |
| 2     | Pınar Akyol         | TUR  | 16,02     |
| 3     | Andreea Huzum-Vitan | ROU  | 15,03 SB  |
| 4     | Mediha Salkić       | BIH  | 14,79 NR  |

## Medaillenspiegel
| Platz | Land                    |   |   |   |    |
| ----- | ----------------------- | - | - | - | -- |
| 1     | Türkei                  | 7 | 4 | 4 | 15 |
| 2     | Ukraine                 | 4 | 6 | 4 | 14 |
| 3     | Bulgarien               | 3 | 1 | 1 | 5  |
| 4     | Rumänien                | 2 | 5 | 5 | 12 |
| 5     | Slowenien               | 2 | 3 | 5 | 10 |
| 6     | Serbien                 | 2 | 1 | 1 | 4  |
| 7     | Albanien                | 1 | 1 | 0 | 2  |
| 8     | Aserbaidschan           | 1 | 0 | 0 | 1  |
| 8     | Montenegro              | 1 | 0 | 0 | 1  |
| 8     | Nordmazedonien          | 1 | 0 | 0 | 1  |
| 11    | Bosnien und Herzegowina | 0 | 1 | 1 | 2  |
| 11    | Griechenland            | 0 | 1 | 1 | 2  |
| 13    | Zypern                  | 0 | 1 | 0 | 1  |
| 14    | Kroatien                | 0 | 0 | 2 | 2  |